# プロヴァンス (駆逐艦)
プロヴァンス（フランス語：Provence, D652）は、フランス海軍のアキテーヌ級駆逐艦3番艦。アキテーヌ級はFREMM計画の一環として開発された。

## 開発と設計
当初の計画では、17隻のFREMMで9隻のデスティエンヌ・ドルヴ級通報艦および9隻のトゥールヴィル級およびジョルジュ・レイグ級対潜フリゲートを更新する予定だった。2005年11月、フランスは開発と最初の8隻の船体に対して35億ユーロの契約を締結し、さらに9隻のオプションとして29億5,000万ユーロを2回に分けて支払うと発表した（合計17隻）。
財政的な理由から2005年にフォルバン級駆逐艦の3番艦および4番艦の建造がキャンセルされたことから、FREMMの防空派生型のFREDAの要件が提示され、DCNSがいくつかの提案を行った。計画されていた17隻のFREMMのうち、最後の2隻はFREDA仕様で建造されるものと予想されていたが、2008年までの計画は11隻のFREMM（ASW派生型9隻とFREDA派生型2隻）に削減され、コストは87億5,000万ユーロ（2013会計年度）となった。11隻のコストは、2014会計年度には1隻あたり6億7,000万ユーロで、開発費を含めると8億6,000万ユーロとなった。2015年には、ASW派生型の総数はさらに削減されてプロヴァンスを含めて6隻となった。

## 建造と艦歴
プロヴァンスは、複数の欧州の海軍で運用されることを目的としてFREMM計画として知られるイタリアとフランスの共同計画の一環として開発された。同艦の建造は2010年に開始され、2015年に完了した。
プロヴァンスは、2015年12月23日からインド洋北部で活動を開始し、その後すぐにアメリカ海軍原子力空母「ハリー・S・トルーマン」の空母打撃群に加わり、その後、「シュヴァリエ・ポール」および「ラ・モット＝ピケ」、攻撃型原子力潜水艦、補給艦「マルヌ」、イギリス海軍駆逐艦「ディフェンダー」、ドイツ海軍フリゲート「アウクスブルク」とともに、シャマル作戦の一部としてホルムズ海峡を12月26日に横断した「シャルル・ド・ゴール」空母打撃群に合流した。プロヴァンス搭載の第33F海軍航空隊のNFH90はアメリカ海軍の空母への着艦能力を有することを証明した。
2016年3月、第150合同任務部隊の一部として、プロヴァンスはソマリア沖で大規模な武器の押収を実施した。
2021年11月18日から12月2日にかけて、プロヴァンスは地中海西部での演習ポラリス21に参加した。2022年10月、プロヴァンスはアドリア海でクロアチア海軍と合同演習を行った。
2023年1月16日から1月20日まで、プロヴァンスはインド洋で航空母艦「シャルル・ド・ゴール」と駆逐艦「フォルバン」と共に、インド海軍との合同演習「ヴァルナ2023」に参加した。

## ギャラリー

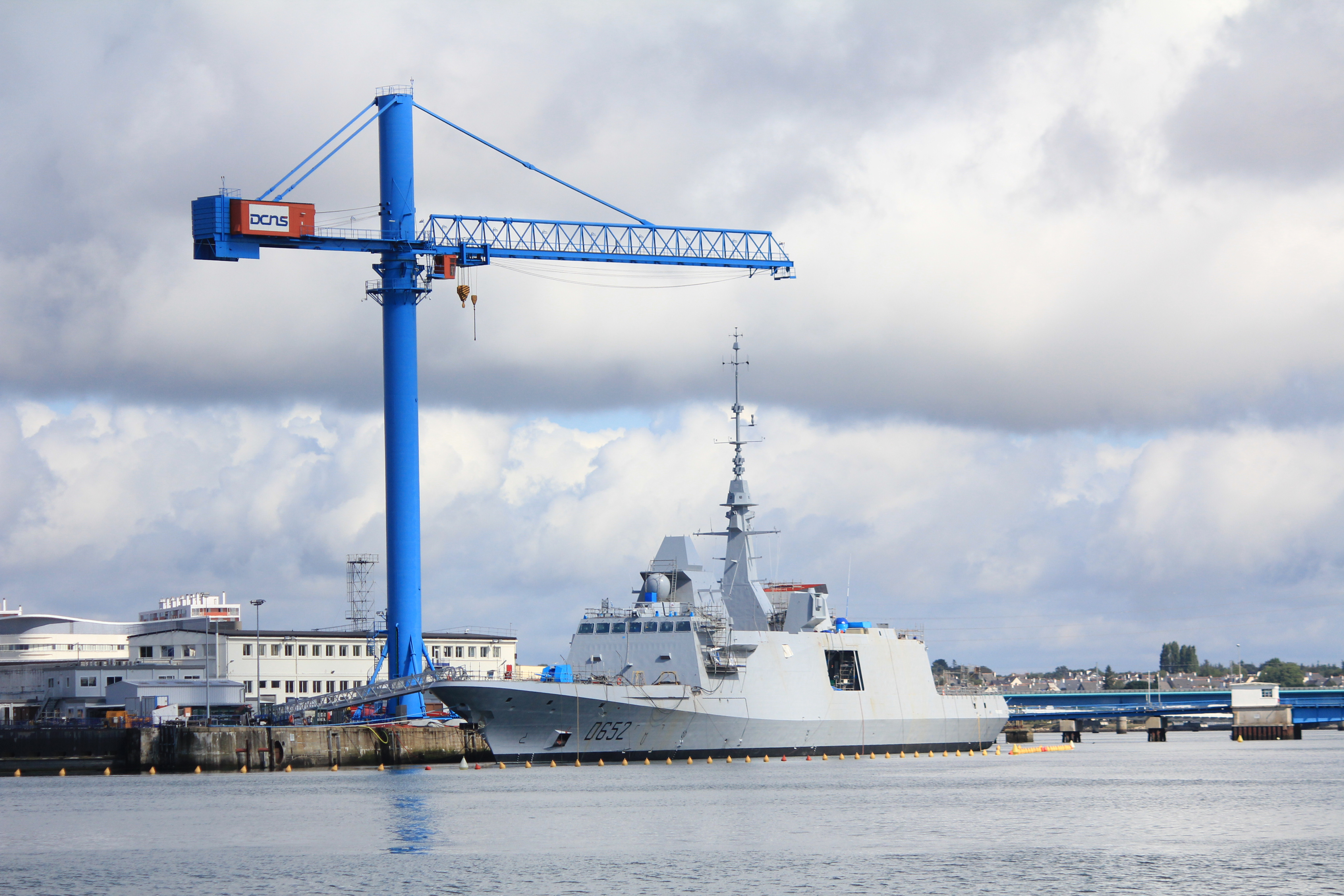
ロリアン停泊中のプロヴァンス（2014年8月2日）
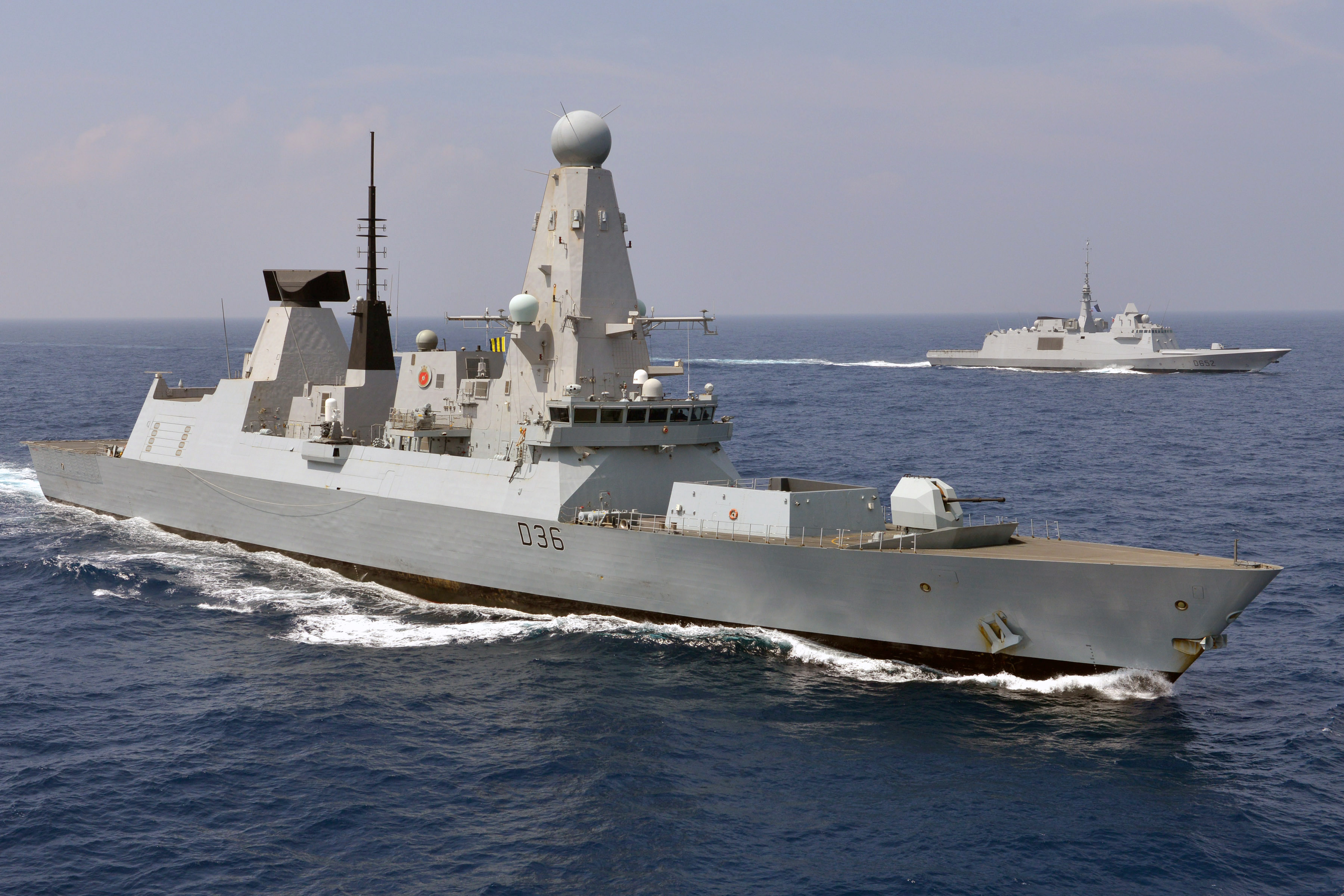
プロヴァンス（奥）と並走するディフェンダー（英語版）（2016年2月1日）
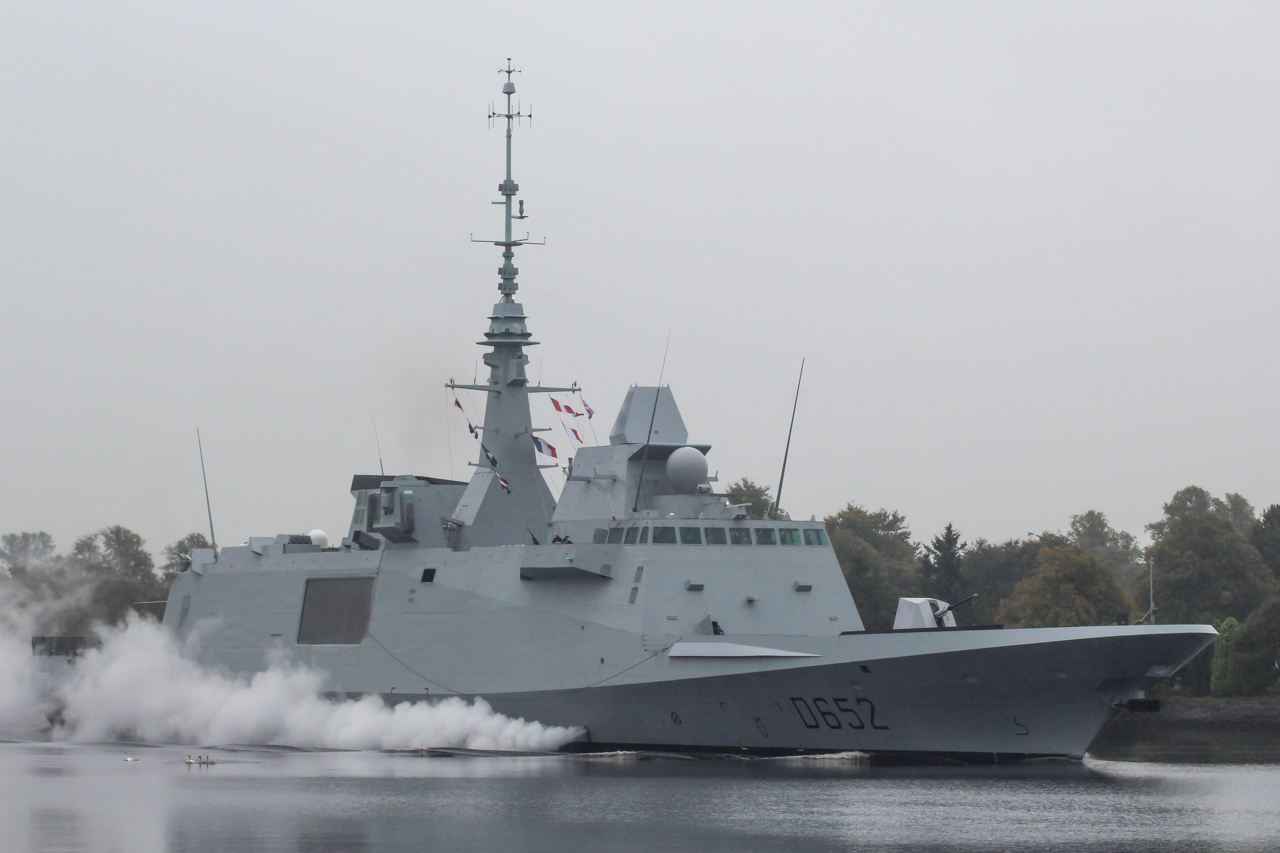
グラスゴーを出港するプロヴァンス（2017年10月1日）
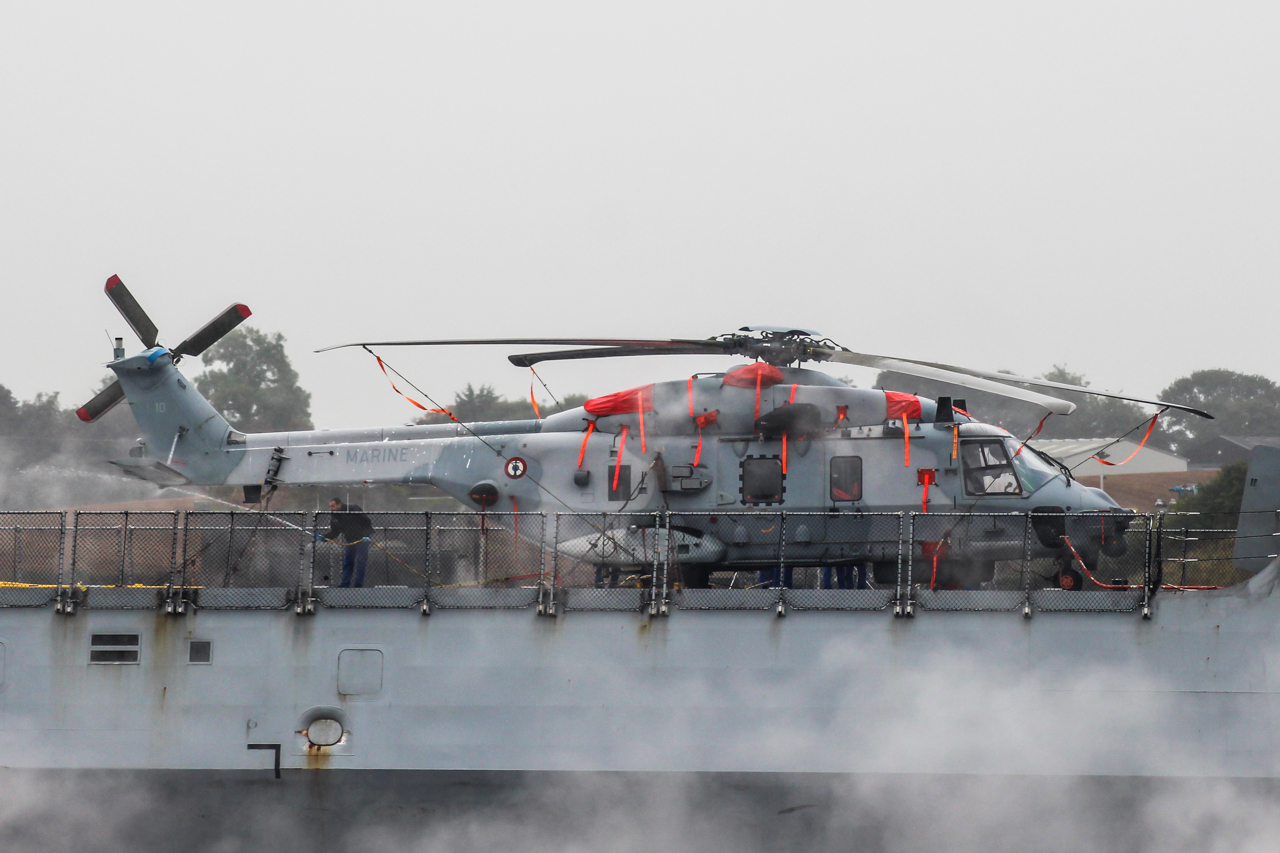
プロヴァンス艦載機のNFH90（2017年10月1日）